# Lispinodes crassus
Lispinodes crassus är en skalbaggsart som beskrevs av Sharp 1908. Lispinodes crassus ingår i släktet Lispinodes och familjen kortvingar. Inga underarter finns listade i Catalogue of Life.